# Bosino (particella)
Nella fisica delle particelle, il bosino è il superpartner a spin semintero di un bosone ordinario che appare nelle estensioni supersimmetriche del modello standard (MS). Dunque, i bosini includono i gaugini e l'higgsino. Dato che tutti i bosoni del Modello Standard hanno spin intero, i bosini hanno spin semintero: in particolare tutti hanno spin 1/2 tranne per il superpartner dell'ipotetico gravitone, ovvero il gravitino, con spin 3/2.
L'"opposto" di un bosino è uno sfermione, il quale è il superpartner di un comune fermione. Perciò, gli sfermioni sono bosoni.

## Bosini fondamentali

### Gaugini
I gaugini sono i superpartner dei bosoni di gauge. Quest'ultimi non sono altro che le particelle mediatrici delle interazioni fondamentali, quali fotoni, gluoni, bosoni W e Z e gli ipotetici gravitoni, con le loro corrispettive sparticelle fotino, gluino, wino e zino e gravitino. Tutte le particelle supersimmetriche hanno la stessa carica elettrica delle particelle ordinarie e sono tutte dotate di spin 1/2 eccetto il gravitino, con spin 3/2.

### Altri bosini

#### Higgsino
L'higgsino è il superpartner del bosone di Higgs. Ha spin pari a 1/2 e carica elettrica uguale a 0.

#### Neutralino
Il neutralino è un oggetto complesso formato da un fotino, uno zino e due higgsini.

## Supersimmetria
| Alcune coppie | Alcune coppie                   | Alcune coppie | Alcune coppie                   |
| Particella    | Spin                            | Partner       | Spin                            |
| ------------- | ------------------------------- | ------------- | ------------------------------- |
| Elettrone     | {\displaystyle {\tfrac {1}{2}}} | Selettrone    | 0                               |
| Quark         | {\displaystyle {\tfrac {1}{2}}} | Squark        | 0                               |
| Neutrino      | {\displaystyle {\tfrac {1}{2}}} | Sneutrino     | 0                               |
| Gluone        | 1                               | Gluino        | {\displaystyle {\tfrac {1}{2}}} |
| Fotone        | 1                               | Fotino        | {\displaystyle {\tfrac {1}{2}}} |
| Bosone W      | 1                               | Wino          | {\displaystyle {\tfrac {1}{2}}} |
| Bosone Z      | 1                               | Zino          | {\displaystyle {\tfrac {1}{2}}} |
| Gravitone     | 2                               | Gravitino     | {\displaystyle {\tfrac {3}{2}}} |

Nella fisica delle particelle, la supersimmetria (o SUSY da SUper SYmmetry) è una simmetria che associa particelle bosoniche (che possiedono spin intero) a particelle fermioniche (che hanno spin semi-intero) e viceversa. Infatti, in relazione ad una trasformazione di supersimmetria, ogni fermione ha un superpartner bosonico ed ogni bosone ha un superpartner fermionico. Le coppie sono state battezzate partner supersimmetrici, e le nuove particelle vengono chiamate appunto spartner, superpartner, o sparticelle. Più precisamente, il superpartner di una particella con spin {\displaystyle s} ha spin
{\displaystyle s-{\frac {1}{2}}}
Alcuni esempi sono illustrati nella tabella. Nessuna sparticella è stata fino ad ora individuata sperimentalmente, infatti per il momento ci sono esclusivamente prove indirette dell'esistenza della supersimmetria. Siccome i superpartner delle particelle del Modello Standard non sono ancora stati osservati, la supersimmetria, se esiste, deve necessariamente essere una simmetria rotta così da permettere che i superpartner possano essere più pesanti delle corrispondenti particelle presenti nel Modello Standard.